# Jigai
Jigai (自害, lit. suicídio) é uma forma de ritual suicida praticado pelas mulheres da alta classe militar japonesa, que surgiu por volta do século IX. Sendo aos homens reservado o seppuku, às mulheres, nomeadamente às guerreiras onna-bugeisha (女武芸者), era no jigai que punham fim às suas vidas. Diferentemente do seppuku, onde o abdómen é esventrado, o jigai caracteriza-se por cortar as veias jugulares ou espetar o coração com um tantō ou kaiken, e era geralmente praticado de forma solitária. Antes do golpe, era comum as mulheres amarrarem as pernas ou tornozelos para não padecer a desonra das mesmas se abrirem deselegantemente com a queda, expondo as partes íntimas. Os motivos eram semelhantes aos seguidos pelos homens que cometiam seppuku, e no jigai, este deveria ser cometido para preservar a dignidade ou provar a fidelidade da mulher. O jigai era comum em casos de acompanhamento do seu senhor ou marido na morte, mesmo quando estes eram condenados à própria execução. Muitas recorriam a esta prática não somente quando estavam impossibilitadas de cumprir uma obrigação, mas também em casos em que estava iminente um ato violento de estupro.